# فاحشه (فیلم ۲۰۰۸)
فاحشه (به انگلیسی: Whore) فیلمی درام به کارگردانی، نویسندگی، تدوین، بازیگری و تهیه‌کنندگی توماس دکر، محصول سال ۲۰۰۸ است. مگان فاکس، توماس دکر، رونالد جرمی، رومر ویلیس، لینا هیدی و لورن استورم دیگر بازیگران این فیلم هستند.

## بازیگران و شخصیت‌ها
- توماس دکر در نقش تام
- رومر ویلیس در نقش دختر سیگاری
- رونالد جرمی در نقش کشیش
- مگان فاکس در نقش لاست